# Calyptranthes concinna
Calyptranthes concinna är en myrtenväxtart som beskrevs av Dc.. Calyptranthes concinna ingår i släktet Calyptranthes och familjen myrtenväxter. Inga underarter finns listade i Catalogue of Life.